# Saraukhola
Saraukhola (en népalais : सरौखोला) est un comité de développement villageois du Népal situé dans le district de Parbat. Au recensement de 2011, il comptait 2 143 habitants.